# Ovar
Ovar es una ciudad portuguesa situada en el distrito de Aveiro, Región Centro y comunidad intermunicipal de Aveiro, con cerca de 17 200 habitantes.
Es sede de un municipio con 149,88 km² de área y 54 968 habitantes (2021), lo que se traduce en una densidad de población de 368,28 habitantes/km². Está subdividida en 5 freguesias. El municipio limita al norte con el de Espinho, al nordeste con Santa Maria da Feira, al este con Oliveira de Azeméis, al sur con Estarreja y con Murtosa y al oeste con el océano Atlántico, que baña cerca de 15 km de su costa.

## Demografía
| Gráfica de evolución demográfica de Ovar entre 1864 y 2021 |
|                                                            |
| Datos según el nomenclátor publicado por el INE portugués. |

## Freguesias
Las freguesias de Ovar son las siguientes:
- Cortegaça
- Esmoriz
- Maceda
- Ovar, São João, Arada e São Vicente de Pereira Jusã
- Válega